# Ducati 996
Ducati 996 je motocykl kategorie superbike, vyvinutý firmou Ducati, vyráběný v letech 1999–2002. Předchůdcem byl typ Ducati 916, nástupcem se stal model Ducati 998.

## Motor

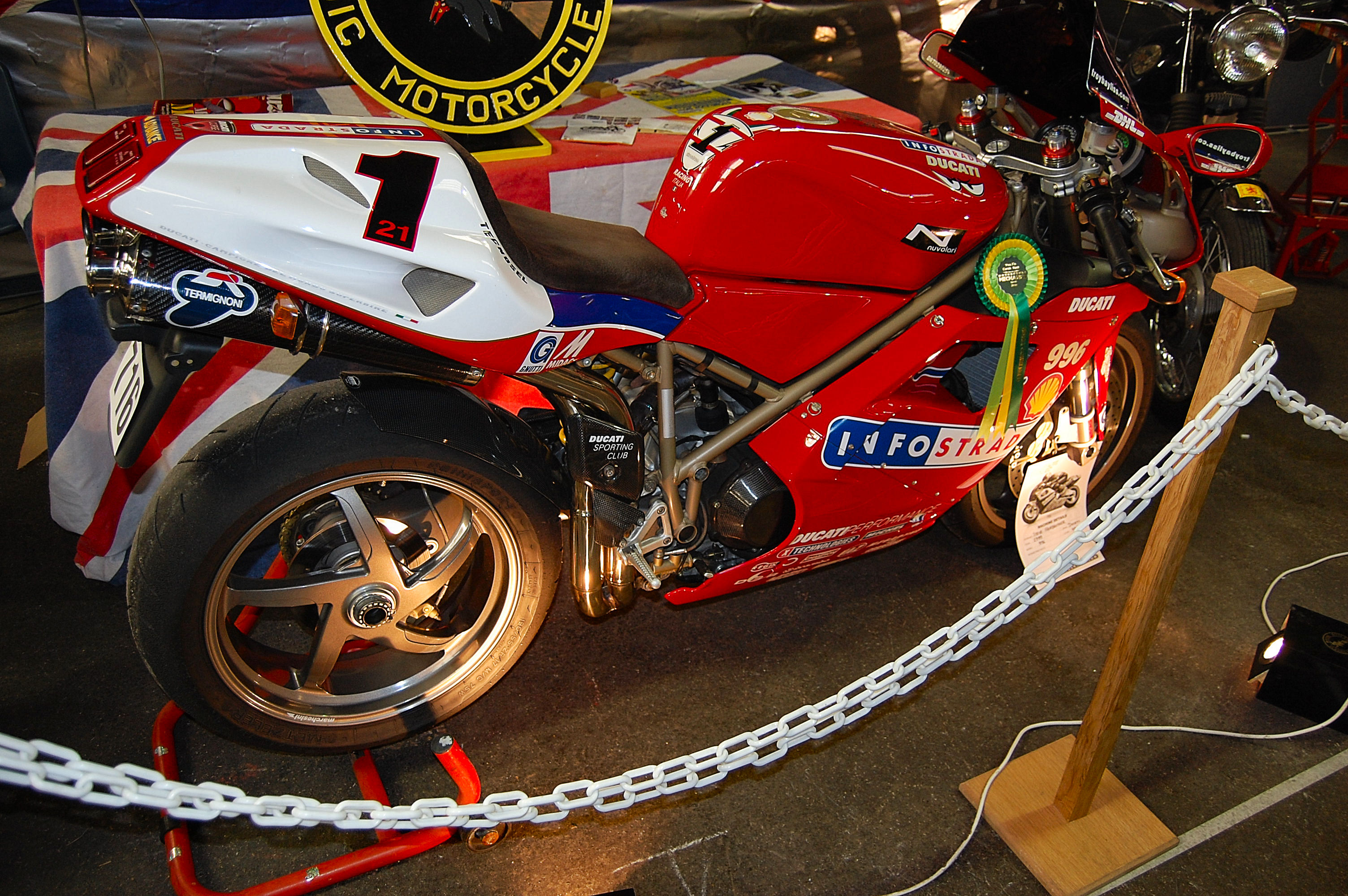
Ducati 996

Pohonnou jednotkou je pro Ducati typický dvouválec s osami válců svírajícími úhel 90 stupňů. Agregát Testastretta s objemem 998 cm³ (vrtání x zdvih je 98 × 66 mm) má čtyři ventily na válec s desmodromickým rozvodem.

## Technické parametry
- Rám: příhradový z ocelových trubek
- Suchá hmotnost: 198 kg
- Pohotovostní hmotnost: kg
- Maximální rychlost: 259 km/h
- Spotřeba paliva: l/100 km